# 切爾尼克 (伊凡諾-法蘭科夫斯克州)

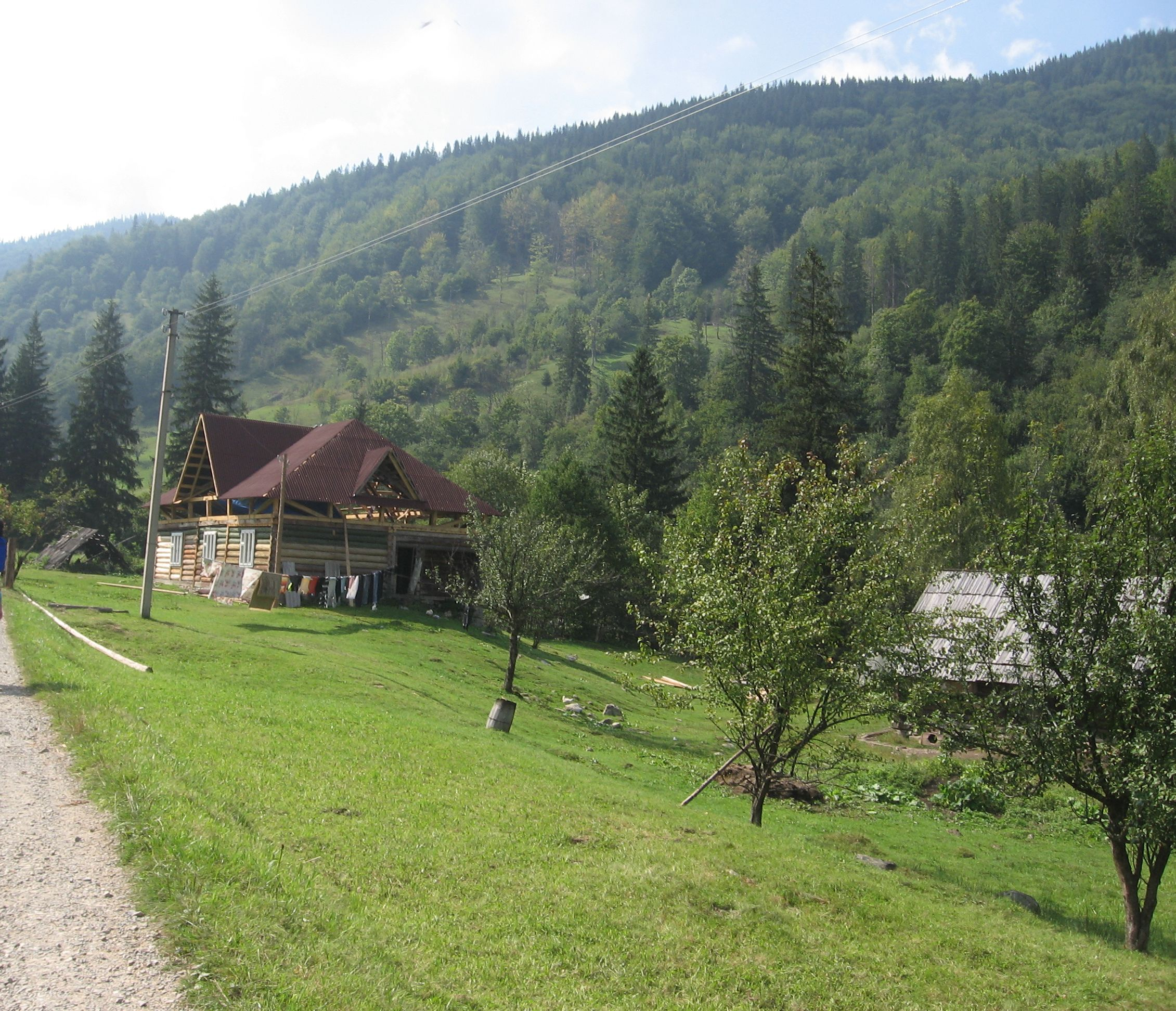
村景

切爾尼克（羅馬化：Chernyk）是烏克蘭西部伊萬諾-弗蘭科夫斯克州納德沃爾納亞區帕西奇納市鎮的村落，處於澤萊尼察河畔，面積0.4平方公里，人口1,000。